# Jira
Atlassian JIRA — система відстеження помилок, призначена для організації спілкування з користувачами, і для управління проєктами. Розроблена компанією Atlassian у 2002 році. Доступна у двох версіях: «хмарній» і серверній. Зараз JIRA містить три проєкти: JIRA Software (для розробників), JIRA Service Desk (підтримка проєкту), JIRA Core (управління проєктами), кожен з яких можна купити окремо. Назва системи (JIRA) отримано шляхом модифікації японської назви Годзіла («Gojira»), що своєю чергою є алюзією на назву конкурентного продукту — Bugzilla. JIRA створювалася як заміна Bugzilla й багато в чому повторює архітектуру останньої. На цей час (2018 рік) JIRA є однією з найпопулярніших систем управління проблемами.

## Опис
Головними елементами JIRA є проблема (англ. issue) і робочий процес (англ. workflow). Проблема описує роботу, яка має бути виконана, і мусить бути названа й описана, також додатковими атрибутами проблеми можуть бути її пріоритет, хто створив проблему і хто має над нею працювати. В залежності від виду проблеми (баг, задача, інцидент) атрибути можуть змінюватись. Важливим атрибутом є статус (англ. status) який показує на якому етапі проводиться робота над проблемою. Статус міняється згідно робочого процесу створеного для цієї проблеми при роботі над нею. Робочий процес – це набір дій, які можуть проводитись над проблемою для її вирішення (або зміни). Найпростішим робочим процесом є «заплановано» — «в роботі» — «зроблено», проте для кожного виду проблеми є свій робочий процес. Будь-які зміни в проблемі записуються в журнал активності. В JIRA і проблема і робочий процес для неї можуть настроюватись адміністратором, він може створювати свої елементи, або модифікувати стандартні.
Також адміністратор JIRA відповідає за надання доступів кожному користувачу в залежності від його ролі в організації. Система дозволяє працювати з декількома проєктами одночасно. Для кожного з проєктів створює та веде схеми безпеки та схеми сповіщення. Система має можливість показувати теперішній стан роботи над проєктом (англ. Dashboard), а також збирає статистику щодо роботи над проєктом, що дозволяє легко робити підсумки по роботі.
Завдяки великій кількості додатків, JIRA може синхронізуватись з багатьма популярними сервісами для керування версіями, моніторингу, управління часом чи роботі Help desk-у. Також є можливість вбудувати JIRA в інтегровані середовища розробки, зокрема IntelliJ IDEA, Eclipse, Netbeans.
Станом на червень 2018 року JIRA пропонується в трьох різних пакетах:
- JIRA Software пристосована для роботи розробників. В ній передбачені проблеми й робочі процеси для планування, розробки та випуску програмного продукту. Зокрема, реалізовані найпопулярніші процеси управління проєктами, такі як Scrum і Канбан. Основними типами проблем є Баг (англ. Bug, для виправлення помилок), Історія (англ. Story, для запровадження нових можливостей) і Завдання (англ. Task, для всього іншого).
- JIRA Service Desk пристосована для роботи IT Help desk і підтримки користувача. Реалізована можливість провести цілий цикл обробки білету (англ. ticket) від запиту користувача до власне розробника. Взаємодія з користувачем може повністю проводитись через JIRA. В JIRA Service Desk основними типами проблем є Інцидент (англ. Incident), Проблема (англ. Problem) і Запит (англ. Service Request)
- JIRA Core розроблена як система управління проєктами (не обов'язково IT).

Завдяки можливості настроювати JIRA її можна застосовувати й для задач поза IT, зокрема для управління HR, для ризик-менеджменту і управління вимогами.
Для виклику віддалених процедур використовується REST, раніше також була підтримка SOAP і XML-RPC, але від них відмовились у версії 7.0. В JIRA є підтримка англійської, французької, японської, іспанської і німецької мов. За допомогою додатків також можна інсталювати китайську, чеську, данську, італійську, норвезьку, польську, португальську, російську і словацьку мови.
Всередині компанії «Atlassian Software Systems» для управління процесом розробки використовується «стіна смерті». «Стіна смерті» — це дошка, на яку чіпляються роздруківки запитів користувачів з JIRA і за станом якої відстежується хід розробки. Після закінчення розробки, програмісти інформують користувачів про результати за допомогою JIRA.

## Історія
В травні 2015 року відбувся випуск JIRA Service Desk, а 6 жовтня 2015 окремим продуктом стала система управління проєктами JIRA Core.
Корпорація Atlassian, включно до 2018 року, надавала змогу спільноті користувачів брати участь у перекладі інтерфейсної частини своїх продуктів, в тому числі продуктової лінійки JIRA. Втім, згодом така можливість перестала бути доступною й та незначна кількість даних, що була створена до моменту закриття пішла у небуття. На цей час для JIRA офіційно доступно 22 мови користувацького інтерфейсу. Проте, у 2020 році для серверної платформи JIRA став доступний український мовний пакет локалізації [Архівовано 19 травня 2021 у Wayback Machine.], який повністю відповідає вимогам українського законодавства щодо наявності користувацького інтерфейсу державною мовою в програмних продуктах, які реалізуються в Україні.